# Списък с видеоигри
Жанрът видеоигри е специфична категория игри. Жанровете на видеоигрите обикновено не се определят от обстановката или историята на играта или нейния начин на игра, а от начина, по който играчът взаимодейства с играта.
Видове видео игри:
- Екшън игри
- Приключенски екшън игри
- Приключенски игри
- Ролеви игри
- Симулации
- Стратегии
- Спортни
  - състезания
- спортни игри
  - надпревари
  - бойни спортове
- Други игри
  - бордови игри и карти
  - игри на ужасите
  - парти игри
  - логически игри
- Жанрови видео игри
  - Изкуства
  - Образователни
  - Религиозни
  - Персонализирани
  - Електронни спортове
  - Сериозни игри